# Will Speck e Josh Gordon

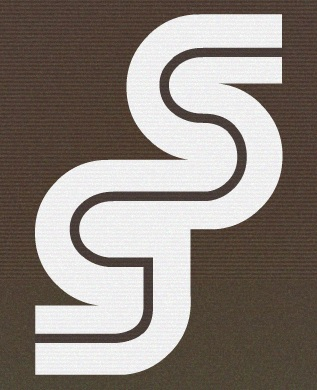
Logo ufficiale del duo Speck & Gordon

Will Speck (New York, 31 dicembre 1969) e  Josh Gordon (...) sono due registi, produttori cinematografici e sceneggiatori statunitensi.

## Biografia
Conosciutisi alla Tisch School of the Arts dell'Università di New York, si sono trasferiti a Los Angeles dopo la laurea: Gordon è entrato a far parte dello staff di autori della sitcom Innamorati pazzi, mentre Speck lavorava come creative executive alla Fox 2000 Pictures, continuando però entrambi a scrivere le proprie sceneggiature.
Nel 1999, il loro secondo cortometraggio, Culture, interpretato da Philip Seymour Hoffman e nel quale Speck e Gordon avevano investito tutti i loro risparmi, ha ricevuto una candidatura all'Oscar al miglior cortometraggio, fruttando loro un contratto come sceneggiatori alla 20th Century Fox Television.
Hanno esordito alla regia di un lungometraggio nel 2007 con la commedia demenziale, interpretata da Will Ferrell e Jon Heder, Blades of Glory - Due pattini per la gloria, che ha incassato oltre 145 milioni di dollari in tutto il mondo.
Lo stesso anno hanno creato per ABC la sitcom Cavemen, basata sui protagonisti dei popolari spot pubblicitari che avevano diretto per GEICO, serie tuttavia cancellata dopo appena sei episodi a causa dei bassi ascolti, le pessime recensioni e lo sciopero degli sceneggiatori della Writers Guild of America.
Speck e Gordon hanno poi diretto Jennifer Aniston e Jason Bateman nelle commedie Due cuori e una provetta (2010) e La festa prima delle feste (2016), creato la serie animata di Hulu Hit-Monkey (2021) e diretto il musical in tecnica mista Il talento di Mr. Crocodile (2022), il loro primo film per bambini.

## Filmografia

### Registi[13]

#### Cinema
- Angry Boy – cortometraggio (1997)
- Culture – cortometraggio (1997)
- Blades of Glory - Due pattini per la gloria (Blades of Glory) (2006)
- Due cuori e una provetta (The Switch) (2010)
- La festa prima delle feste (Office Christmas Party) (2016)
- Il talento di Mr. Crocodile (Lyle, Lyle, Crocodile) (2022)
- Long Distance - Senza ossigeno (Long Distant) (2025)

#### Televisione
- Cavemen – serie TV, 4 episodi (2007)
- Flaked – serie TV, episodi 1x03-1x04 (2016)

### Produttori

#### Cinema
- La festa prima delle feste (Office Christmas Party) (2016) - produttori esecutivi
- Il talento di Mr. Crocodile (Lyle, Lyle, Crocodile) (2022)

#### Televisione
- Cavemen – serie TV, 13 episodi (2007) - produttori esecutivi
- Hit-Monkey – serie TV, 10 episodi (2021) - produttori esecutivi

### Sceneggiatori

#### Cinema
- Angry Boy – cortometraggio (1997)
- Culture – cortometraggio (1997)

#### Televisione
- Cavemen – serie TV, episodio 1x01 (2007) - soggetto
- Hit-Monkey – serie TV, episodi 1x01-1x02-1x10 (2021)

## Riconoscimenti
- Premio Oscar[14][10]
  - 1999 – Candidatura al miglior cortometraggio per Culture
- Chicago International Film Festival[14][10]
  - 1997 – Miglior cortometraggio narrativo per Culture
  - 1997 – Miglior cortometraggio narrativo (2º posto) per Angry Boy